# بيير لامبرت
بيير لامبرت (بالفرنسية: Pierre Lambert)‏ هو نقابي وسياسي فرنسي، ولد في 9 يونيو 1920، وتوفي في 16 يناير 2008 في باريس في فرنسا. حزبياً، نشط في  وInternationalist Workers Party ‏ وInternationalist Communist Organisation ‏ وParti communiste internationaliste ‏ وWorkers' Party (France, 1991–2008) ‏.